# Elio Altamura
Elio Altamura est un chef décorateur et un accessoiriste italien mort en 2004.

## Filmographie (sélection)
- 1972 : L'Homme de la Manche (Man of La Mancha) d'Arthur Hiller
- 1976 : Nina (A Matter of Time) de Vincente Minnelli
- 1983 : La Lune dans le caniveau de Jean-Jacques Beineix
- 1985 : Chambre avec vue (A Room with a View) de James Ivory
- 1985 : Ladyhawke, la femme de la nuit (Ladyhawke) de Richard Donner
- 1988 : La Dernière Tentation du Christ (The Last Temptation of Christ) de Martin Scorsese
- 1990 : Le Parrain 3 (Mario Puzo's The Godfather: Part III) de Francis Ford Coppola
- 1993 : Little Buddha de Bernardo Bertolucci
- 1996 : Portrait de femme (The Portrait of a Lady) de Jane Campion
- 1997 : Kundun de Martin Scorsese

## Distinctions
Récompenses
- 1987 : Oscar des meilleurs décors pour Chambre avec vue